# Северная почта (1809—1819)
«Северная почта» — газета, на протяжении десяти лет издававшаяся в столице Российской империи Санкт-Петербурге. Известна также под названием «Новая Санкт-Петербургская Газета».
Периодическое печатное издание «Северная почта» являлось официальным органом печати почтового департамента России (позднее преобразованного в Министерство почт и телеграфов Российской империи). Первый номер газеты вышел в свет в 1809 году.
Издание «Северная почта» выходило на русском языке с периодичностью два раза в неделю и, согласно Большой советской энциклопедии: «публиковало различные материалы об экономической жизни России и иностранные известия». С 1811 года к газете «Северная почта» также были присоединены «Санкт-Петербургские коммерческие ведомости», издававшиеся государственной коммерц-коллегией начиная с 1802 года.
Цена годовой подписки составляла для жителей Санкт-Петербурга 12 рублей, для жителей других городов — 15 рублей.
До 1810 года газета «Северная почта» выходила под руководством Осипа Петровича Козодавлева — товарища министра внутренних дел, министра внутренних дел в 1810—1819 годах. Следующим редактором стал Михаил Никитич Цветков.
Примерно полвека спустя в Санкт-Петербурге стала издаваться одноимённая газета, однако у этих двух изданий, кроме одинакового названия, нет ничего общего.